# شیبان
شیبان، شهری در بخش ویس شهرستان باوی در استان خوزستان ایران است.
این شهر در تاریخ ۱۱ خرداد ۱۳۷۶ با ادغام دو روستای شیبان و شبیشه تشکیل گردید.

## جمعیت
بر پایه سرشماری عمومی نفوس و مسکن در سال ۱۳۹۵، جمعیت شهر شیبان برابر با ۳۶٬۳۷۴ نفر (۹٬۶۳۷ خانوار) بوده است.